# Adelencyrtoides mucro
Adelencyrtoides mucro är en stekelart som beskrevs av John S. Noyes 1988. Adelencyrtoides mucro ingår i släktet Adelencyrtoides och familjen sköldlussteklar. Inga underarter finns listade i Catalogue of Life.